# Refinaria de Okinawa
A Refinaria de Okinawa ou Nansei Sekiyu Kabushiki Kaisha (NSS) é uma refinaria localizada na Ilha de Okinawa (Japão), que pertenceu à Petrobras com capacidade instalada para 100.000 mil barris/dia.
A propriedade da refinaria foi comprada pela Petrobras (referência) em 2008 e vendida em 2016 por 129,3 milhões de dólares. Anteriormente, a Petrobras tinha participação acionária de 87,5 % de participação acionária da Petrobras, e o restante pertencia ao Sumitomo Corp. da TonenGeneral Sekiyu, subsidiária da companhia americana ExxonMobil.
A negociação para compra desta refinaria havia sido iniciada em 2006.